# Гьокчеада (ільче)
Гекчеада (тур. Gökçeada) — ільче (округ) у складі ілу Чанаккале на заході Туреччини. Адміністративний центр — місто Гьокчеада.

## Склад
До складу ільче (округу) входить 1 буджак (район) та 10 населених пунктів (1 місто та 9 сіл):

### Населені пункти
| №  | Населений пункт | Населення, осіб (2011) |
| -- | --------------- | ---------------------- |
| 1  | Гьокчеада       | 5 937                  |
| 2  | Єнібадемлі      | 756                    |
| 3  | Угурлу          | 477                    |
| 4  | Дерекьой        | 311                    |
| 5  | Шірінкьой       | 187                    |
| 6  | Тепекьой        | 138                    |
| 7  | Ешелек          | 126                    |
| 8  | Калекьой        | 115                    |
| 9  | Зейтінлікьой    | 102                    |
| 10 | Бадемлі         | 61                     |